# El Zapote, Villa de Cos
El Zapote är en ort i Mexiko.   Den ligger i kommunen Villa de Cos och delstaten Zacatecas, i den centrala delen av landet, 500 km nordväst om huvudstaden Mexico City. El Zapote ligger 1 967 meter över havet och antalet invånare är 101.
Terrängen runt El Zapote är en högslätt. Runt El Zapote är det mycket glesbefolkat, med 2 invånare per kvadratkilometer. Närmaste större samhälle är Rucio Dos, 15,2 km nordost om El Zapote. Omgivningarna runt El Zapote är i huvudsak ett öppet busklandskap.